# 찌에우꽝푹
자짝브엉(베트남어: Dạ Trạch Vương, 혹는 찌에우비엣브엉(Triệu Việt Vương / 趙越王), 524 ~ 571년) 휘는 찌에우꽝푹(Triệu Quang Phục / 趙光復)은 베트남 전리조의 제2대 군주(재위: 548년 ~ 571년)이다.